# Абул Уафа
Мухаммад Абул Уафа ал-Бузджани (на персийски: ابوالوفا بوزجانی or بوژگانی) е средновековен учен (астроном и математик) от персийски произход, работил в собствена обсерватория в Багдад.
Съставените от него астрономически таблици са използвани от много по-късни астрономи. Той е първият математик, доказал, че синусовата теорема е в сила и за сферични повърхнини, в частност за небесната сфера.